# Xã Grandview, Quận LaMoure, Bắc Dakota
Xã Grandview (tiếng Anh: Grandview Township) là một xã thuộc quận LaMoure, tiểu bang Bắc Dakota, Hoa Kỳ. Năm 2010, dân số của xã này là 45 người.